# Dactylotrochus cervicornis
Espèce
Statut CITES
Dactylotrochus cervicornis est une espèce de coraux appartenant à la famille des Caryophylliidae, selon ITIS (9 août 2015), ou la famille Agariciidae, selon World Register of Marine Species (9 août 2015).